# Пулер (Џорџија)
Пулер (Џорџија) (енгл. Pooler) град је у америчкој савезној држави Џорџија. По попису становништва из 2010. у њему је живело 19.140 становника.

## Демографија
Према попису становништва из 2010. у граду је живело 19.140 становника, што је 12.901 (206,8%) становника више него 2000. године.
| Група             | 2000.         | 2010.          |
| Белци             | 5.439 (87,2%) | 11.878 (62,1%) |
| Афроамериканци    | 490 (7,9%)    | 4.854 (25,4%)  |
| Азијати           | 129 (2,1%)    | 730 (3,8%)     |
| Хиспаноамериканци | 77 (1,2%)     | 1.255 (6,6%)   |
| Укупно            | 6.239         | 19.140         |